# بنزويل-كوأ
بنزويل-مرافق الإنزيم أ واختصارا بنزويل-كوأ (بالإنجليزية: Benzoyl-CoA)‏ هو ثيوإستر حمض البنزويك ومرافق الإنزيم-أ وله دور في نشاط إنزيمات مختلفة منها: مختزل 4-هيدروكسي بنزويل-كوأ [الإنجليزية]، مختزل بنزويل-كوأ [الإنجليزية]، 3-أحادي أكسجيناز بنزويل-كوأ [الإنجليزية]، ليغاز بنزوات-كوأ [الإنجليزية] O-2-ناقل البنزويل 2ألفا هيدروكسي تاكسان [الإنجليزية] N-ناقل البنزويل أنثرانيلات [الإنجليزية] مخلق ثنائي الفينيل [الإنجليزية]، N-ناقل البنزويل غليسين [الإنجليزية]، N-ناقل البنزويل أورنيثين [الإنجليزية] ونازع هيدروجين فينيل غليوكسيلات (مؤسيلة) [الإنجليزية].
وهو ركيزة عند تكوين الزانثونويدات [الإنجليزية] لدى نبات هايبركوم أندوسايموم [الإنجليزية] بواسطة الإنزيم مخلق بنزوفينون [الإنجليزية] الذي يكثف جزيء بنزويل-كوأ مع ثلاث جزيئات مالونيل كو-أ وينتج الناتج الوسيط 6،4،2-ثلاثيهيدروكسيبنزوفينون. بدوره يُحوّل هذا الناتج الوسيط بواسطة إنزيم 3'-هيدروكسيلاز بنزوفينون -وهو "أحادي أكسجيناز سيتوكروم بي450"- فينتج المركب: 3،2'،6،4-رباعيهيدروكسيبنزوفينون.
بنزويل-كوأ هو ركيزة للإنزيم مختزل بنزويل-كوأ، هذا الإنزيم مسؤول جزئيا على تفاعل إزالة العطرية [الإنجليزية] الإختزالي لمركبات الأريل الذي تقوم به البكتيريا في الظروف اللاهوائية.